# Kasimir (Lippe-Brake)

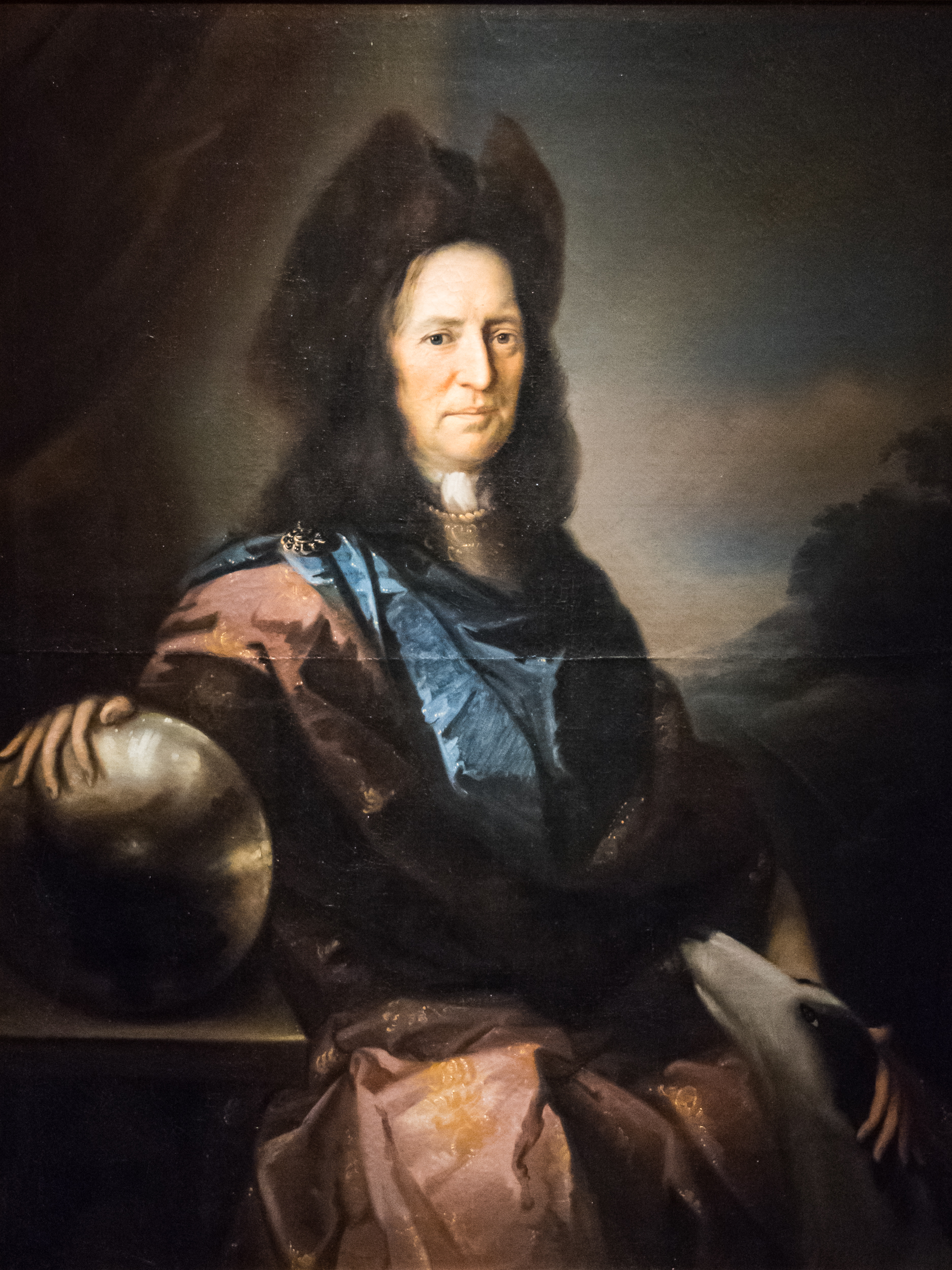
Casimir zur Lippe-Brake um 1670 auf dem Gemälde eines unbekannten Künstlers, Standort: Weserrenaissance-Museum Schloss Brake

Kasimir zur Lippe-Brake (* 22. Juli 1627 in Brake; † 12. März 1700 ebenda) war Graf zu Lippe-Brake.

## Leben
Kasimir wurde am 22. Juli 1627 als Sohn von Otto zur Lippe-Brake und Margarete von Nassau-Dillenburg (1606–1661) geboren.
Er studierte in Marburg und war von 1647 bis 1650 auf Bildungsreise in Brüssel, Paris, Lyon, Genf und in Italien. Ab 1650 half er seinem Vater. Diese Zeit war geprägt vom Wiederaufbau nach dem Dreißigjährigen Krieg und der Verbesserung der Beziehungen mit dem Haus Lippe-Detmold. Als der Vater am 18. Dezember 1657 starb, übernahm Kasimir die Herrschaft in der Grafschaft Lippe-Brake im Schloss Brake.
Im Jahr 1663 heiratete er Anna Amalia zu Sayn-Wittgenstein-Homburg (1642–1683). Es begann eine neue Blütezeit des Braker Grafenhauses, die auch durch eine neue Bauperiode am Schloss Brake sichtbar wurde.
1692 übergab er die Regierung an seinen ältesten Sohn Rudolph. Sein Haus in Schieder behielt er als Leibzucht.
Graf Kasimir starb 1700.

## Kinder
- Rudolph (* 10. Mai 1664; † 27. Oktober 1707) ⚭ 4. November 1691 Dorothea von Waldeck (* 6. Juli 1661; † 23. Juli 1702)
- Otto (* 1. August 1665; † 3. August 1688 in Negroponte)
- Ferdinand (* 5. Januar 1668; † 27. September 1703 ⚔ bei Maastricht)
- Hedwig Sophia (* 20. Februar 1669; † 5. April 1738) ⚭  27. Oktober 1685  Ludwig Franz zu Sayn-Wittgenstein-Berleburg (* 17. April 1660; † 25. November 1694)
- Ernst  (* 10. Mai 1670; † 19. Mai 1670)
- Ernestine (* 1. November 1671; † 10. November 1671)
- Christine Marie (* 26. September 1673; † 31. Januar 1732) ⚭  3. Januar 1696 Friedrich Moritz von Bentheim-Tecklenburg (* 1653; † 1710)
- Luisa (* 4. November 1676; † 9. November 1676)